# Dry Drayton
Dry Drayton är en by och en civil parish i South Cambridgeshire, som tillhör Cambridgeshire i England. Orten har lite mer än 600 invånare. Den har en kyrka.